# Deutschland sucht den Superstar/Staffel 8

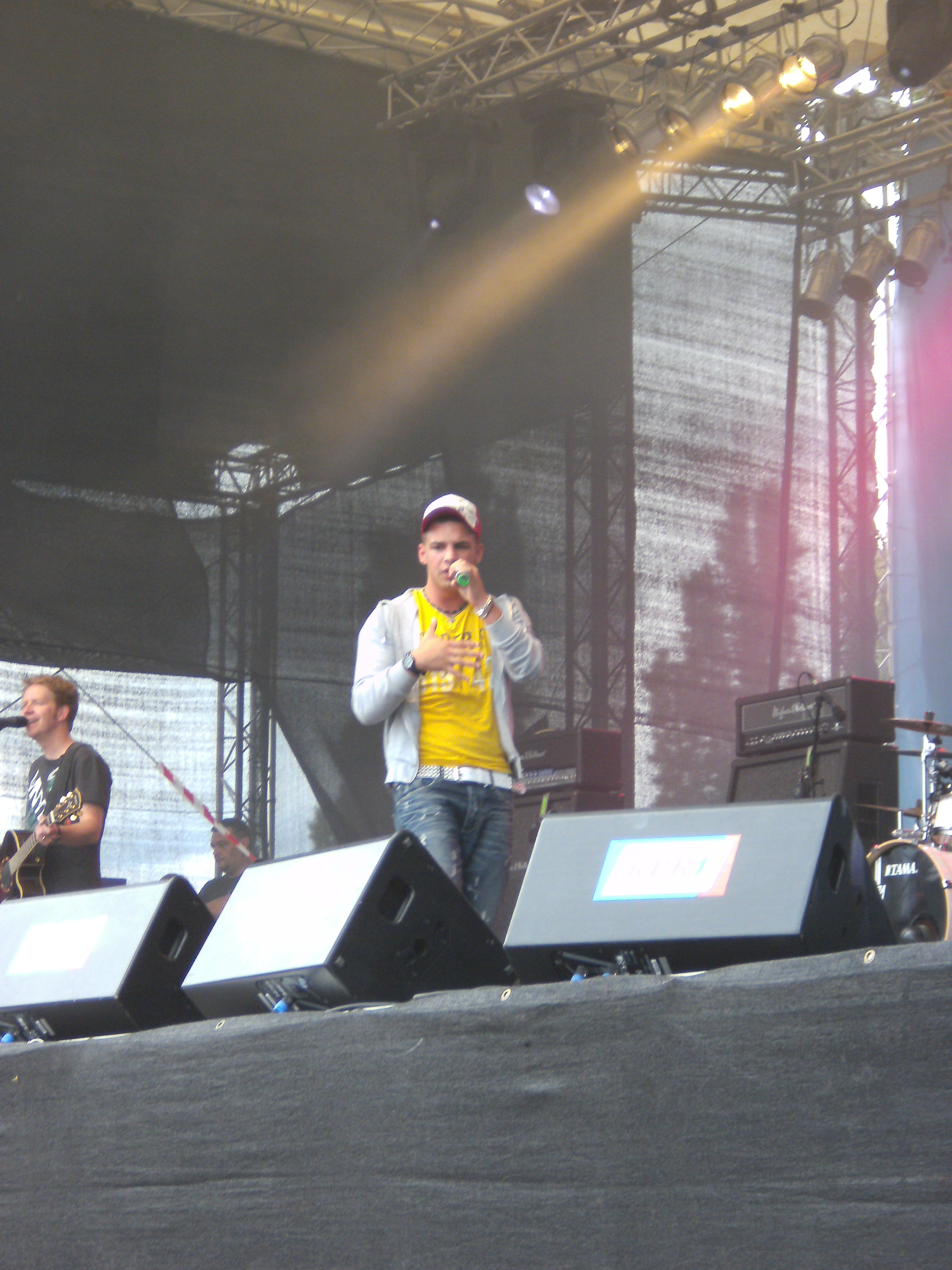
Pietro Lombardi, der Sieger der achten Staffel.

Die achte Staffel der deutschen Gesangs-Castingshow Deutschland sucht den Superstar wurde vom 8. Januar bis zum 7. Mai 2011 im Programm des Fernsehsenders RTL ausgestrahlt. Die Jury bestand aus Dieter Bohlen, Fernanda Brandão und Patrick Nuo.
Die Castings sowie der Recall der besten 35 Kandidaten auf den Malediven fanden im Sommer und Herbst 2010 statt und wurden im Januar und Februar 2011 ausgestrahlt. Die besten 15 Kandidaten traten am 19. Februar 2011 in der ersten Liveshow auf. Wie im Vorjahr wurden sieben Mottoshow-Kandidaten per Televoting und drei durch die Jury ausgewählt.
Die Jury entschied sich wiederum für die Plätze acht bis zehn der Zuschauerabstimmung, so dass die zehn Bewerber mit den meisten Zuschauerstimmen in die Mottoshows kamen. Im Zuge des Umbaus des Bühnenrückraums wurde erstmals auf die Live-Band unter Leitung von Lillo Scrimali verzichtet. Im Finale gewann Pietro Lombardi gegen Sarah Engels.

## Kandidaten der Mottoshows
| Platz                                                                    | Kandidat                                                  | Ausgeschieden am | Motto                                                    |
| ------------------------------------------------------------------------ | --------------------------------------------------------- | ---------------- | -------------------------------------------------------- |
| 1.                                                                       | Pietro Lombardi                                           | Gewinner         | Finale Lied nach Wahl, Staffel-Highlight und Siegertitel |
| 2.                                                                       | Sarah Engels (nachgerückt für N. Richel)                  | 7. Mai           | Finale Lied nach Wahl, Staffel-Highlight und Siegertitel |
| 3.                                                                       | Ardian Bujupi                                             | 30. April        | Halbfinale (kein spezielles Motto)                       |
| 4.                                                                       | Marco Angelini                                            | 23. April        | Rock, Pop, Disco Fever                                   |
| 5.                                                                       | Sebastian Wurth                                           | 16. April        | 80er, 90er und das Beste von heute                       |
| 6.                                                                       | Zazou Mall                                                | 9. April         | Europa gegen Amerika                                     |
| –                                                                        | Wegen eines Ablauffehlers beim Telefon-Voting abgebrochen | 2. April         | England gegen Deutschland                                |
| 7.                                                                       | Norman Langen                                             | 19. März         | Partykracher                                             |
| 8.                                                                       | Anna-Carina Woitschack                                    | 12. März         | Frühlingsgefühle                                         |
| 9.                                                                       | Nina Richel                                               | 10. März         | Rücktritt aus gesundheitlichen Gründen                   |
| 10.                                                                      | Marvin Cybulski                                           | 5. März          | Après-Ski-Hits                                           |
| –                                                                        | Sarah Engels                                              | 26. Februar      | Megahits                                                 |
|                                                                          |                                                           |                  |                                                          |
| 11. bis 15.                                                              | Mike Müller                                               | 19. Februar      | Wer schafft es in die Top 10?                            |
| 11. bis 15.                                                              | Christopher Schwab                                        | 19. Februar      | Wer schafft es in die Top 10?                            |
| 11. bis 15.                                                              | Felix Hahnsch                                             | 19. Februar      | Wer schafft es in die Top 10?                            |
| 11. bis 15.                                                              | Nicole Cross                                              | 19. Februar      | Wer schafft es in die Top 10?                            |
| 11. bis 15.                                                              | Awa Corrah                                                | 19. Februar      | Wer schafft es in die Top 10?                            |
| Platzierungen der letzten 15 Kandidaten laut Ergebnis der Telefonvotings |                                                           |                  |                                                          |

## Mottoshows und Resultate
Für die achte Staffel wurde das seit der fünften Staffel in Benutzung befindliche Studiodesign der Mottoshows grundlegend geändert. Statt der vielen verschiedenen LED-Lichtelemente die sich im Hintergrund der Bühne befanden, wurde diese komplett durch eine durchgängige Fläche von Video-Wänden ersetzt.
Zusätzlich gibt es seitdem neben der bereits vorher vorhandenen großen Videowand, die zentral als Eingang für die Künstler eingesetzt und mittig teilbar ist, zwei weitere ebenso große Videowände beidseitig davon eingesetzt.
|          | Top-15-Show Wer schafft es in die Top 10? | Mottoshow 1 Megahits | Mottoshow 2 Après-Ski-Hits | Mottoshow 3 Frühlingsgefühle | Mottoshow 4 Partykracher | Mottoshow 5 England gegen Deutschland | Mottoshow 6 Europa gegen Amerika | Mottoshow 7 80er, 90er und das Beste von heute | Mottoshow 8 Rock, Pop, Disco Fever | Mottoshow 9 Halbfinale | Mottoshow 10 Finale |
| -------- | ----------------------------------------- | -------------------- | -------------------------- | ---------------------------- | ------------------------ | ------------------------------------- | -------------------------------- | ---------------------------------------------- | ---------------------------------- | ---------------------- | ------------------- |
| Platz 1  | Marvin 14,0 %                             | Sebastian 15,8 %     | Pietro 17,2 %              | Sarah 26,0 % 2               | Pietro 22,0 %            | Pietro 28,4 %                         | Pietro 24,9 %                    | Sarah 26,5 %                                   | Pietro 30,0 %                      | Sarah 37,3 %           | Pietro 51,9 %       |
| Platz 2  | Pietro 12,7 %                             | Pietro 14,3 %        | Nina 13,5 % 1              | Pietro 16,6 %                | Sarah 17,3 %             | Sarah 20,6 %                          | Sarah 17,8 %                     | Pietro 23,5 %                                  | Sarah 28,9 %                       | Pietro 35,4 %          | Sarah 48,1 %        |
| Platz 3  | Sebastian 12,3 %                          | Marvin 11,1 %        | Sebastian 11,8 %           | Sebastian 12,6 %             | Zazou 16,3 %             | Ardian 15,1 %                         | Ardian 16,0 %                    | Marco 18,6 %                                   | Ardian 23,0 %                      | Ardian 27,3 %          |                     |
| Platz 4  | Ardian 9,7 %                              | Zazou 11,0 %         | Zazou 10,8 %               | Ardian 10,7 %                | Ardian 12,7 %            | Sebastian 13,8 %                      | Sebastian 14,0 %                 | Ardian 16,1 %                                  | Marco 18,1 %                       |                        |                     |
| Platz 5  | Norman 08,5 %                             | Ardian 09,6 %        | Marco 10,3 %               | Marco 10,5 %                 | Sebastian 12,1 %         | Zazou 12,9 %                          | Marco 13,7 %                     | Sebastian 15,3 %                               |                                    |                        |                     |
| Platz 5  | Norman 08,5 %                             | Ardian 09,6 %        | Norman 10,3 %              | Marco 10,5 %                 | Sebastian 12,1 %         | Zazou 12,9 %                          | Marco 13,7 %                     | Sebastian 15,3 %                               |                                    |                        |                     |
| Platz 6  | Anna-Carina 08,4 %                        | Anna-Carina 09,0 %   | –                          | Zazou 08,8 %                 | Marco 10,4 %             | Marco 09,2 % 3                        | Zazou 13,6 %                     |                                                |                                    |                        |                     |
| Platz 7  | Marco 07,1 %                              | Marco 08,0 %         | Anna-Carina 10,0 %         | Norman 08,0 %                | Norman 09,2 %            |                                       |                                  |                                                |                                    |                        |                     |
| Platz 8  | Zazou 06,1 %                              | Nina 07,4 %          | Ardian 08,6 %              | Anna-Carina 06,8 %           |                          |                                       |                                  |                                                |                                    |                        |                     |
| Platz 8  | Sarah 06,1 %                              | Nina 07,4 %          | Ardian 08,6 %              | Anna-Carina 06,8 %           |                          |                                       |                                  |                                                |                                    |                        |                     |
| Platz 9  | –                                         | Norman 07,1 %        | Marvin 07,5 %              |                              |                          |                                       |                                  |                                                |                                    |                        |                     |
| Platz 10 | Nina 03,2 %                               | Sarah 06,7 %         |                            |                              |                          |                                       |                                  |                                                |                                    |                        |                     |
| Platz 11 | Mike 02,8 %                               |                      |                            |                              |                          |                                       |                                  |                                                |                                    |                        |                     |
| Platz 12 | Christopher 02,6 %                        |                      |                            |                              |                          |                                       |                                  |                                                |                                    |                        |                     |
| Platz 12 | Felix 02,6 %                              |                      |                            |                              |                          |                                       |                                  |                                                |                                    |                        |                     |
| Platz 13 | –                                         |                      |                            |                              |                          |                                       |                                  |                                                |                                    |                        |                     |
| Platz 14 | Nicole 02,1 %                             |                      |                            |                              |                          |                                       |                                  |                                                |                                    |                        |                     |
| Platz 15 | Awa 01,8 %                                |                      |                            |                              |                          |                                       |                                  |                                                |                                    |                        |                     |

- 1 Nina Richel schied aus gesundheitlichen Gründen auf Anweisung des Senders aus.
- 2 Die zuvor ausgeschiedene Sarah Engels rückte für Nina Richel nach.
- 3 Wertung der Votingzahlen nur von 21:29 Uhr (Start) bis 22:39 Uhr (wegen eines Fehlers bzgl. der Startnummern in einem Werbe-Banner).

### Top 10
Die erste Live-Show der achten Staffel fand am 19. Februar 2011 statt. Dies ist die erste DSDS-Liveshow, welche in High Definition ausgestrahlt wurde. Die Show trug im Gegensatz zu den vorherigen Staffeln den Titel „Wer schafft es in die Top 10?“. Die Top-15-Kandidaten sangen zu Beginn der Show den Song Higher von Taio Cruz und Kylie Minogue. Die sieben Kandidaten mit den meisten Anruferstimmen kamen direkt weiter. Drei Kandidaten wurden dann zusätzlich von der Jury nachnominiert. Die Jury entschied sich wie im Vorjahr dafür, die Plätze 8 bis 10 ebenfalls nach den Anruferzahlen zu besetzen.
|  | Startnr. | Name                   | Alter * | Interpret, Lied                                       | Bemerkung                                                       | Platzierung |
|  | -------- | ---------------------- | ------- | ----------------------------------------------------- | --------------------------------------------------------------- | ----------- |
|  | 01       | Zazou Mall             | 26      | Estelle & David Guetta – One Love                     | weiter nach Entscheidung der Jury (basierend auf Anruferzahlen) | 8 0(6,1 %)  |
|  | 02       | Sebastian Wurth        | 16      | Michael Bublé – Home                                  | weiter                                                          | 3 (12,3 %)  |
|  | 03       | Nina Richel            | 17      | Faith Hill – There You’ll Be                          | weiter nach Entscheidung der Jury (basierend auf Anruferzahlen) | 10 (3,2 %)  |
|  | 04       | Norman Langen          | 25      | Jürgen Drews – Ich bau dir ein Schloss                | weiter                                                          | 5 0(8,5 %)  |
|  | 05       | Awa Corrah             | 18      | Rihanna – Only Girl (In the World)                    | ausgeschieden                                                   | 15 (1,8 %)  |
|  | 06       | Ardian Bujupi          | 19      | Dean Martin – Sway                                    | weiter                                                          | 4 0(9,7 %)  |
|  | 07       | Nicole Kandziora       | 17      | Katy Perry – Firework                                 | ausgeschieden                                                   | 14 (2,1 %)  |
|  | 08       | Mike Müller            | 24      | Backstreet Boys – Show Me the Meaning of Being Lonely | ausgeschieden                                                   | 11 (2,8 %)  |
|  | 09       | Anna-Carina Woitschack | 18      | Alicia Keys – If I Ain’t Got You                      | weiter                                                          | 6 0(8,4 %)  |
|  | 10       | Christopher Schwab     | 18      | Plain White T’s – Hey There Delilah                   | ausgeschieden                                                   | 12 (2,6 %)  |
|  | 11       | Marco Angelini         | 26      | Ich + Ich – Stark                                     | weiter                                                          | 7 0(7,1 %)  |
|  | 12       | Felix Hahnsch          | 18      | The Script – The Man Who Can’t Be Moved               | ausgeschieden                                                   | 12 (2,6 %)  |
|  | 13       | Pietro Lombardi        | 18      | Travie McCoy feat. Bruno Mars – Billionaire           | weiter                                                          | 2 (12,7 %)  |
|  | 14       | Marvin Cybulski        | 30      | Chris Norman – Midnight Lady                          | weiter                                                          | 1 (14,0 %)  |
|  | 15       | Sarah Engels           | 18      | Whitney Houston – One Moment in Time                  | weiter nach Entscheidung der Jury (basierend auf Anruferzahlen) | 8 0(6,1 %)  |

* zu Beginn der Live-Shows (Stichtag: 19. Februar 2011)

### Erste Mottoshow
Die erste Mottoshow fand am 26. Februar 2011 statt. Sie trug das Motto Megahits. Die Kandidaten sangen zum Anfang Club Can’t Handle Me von Flo Rida.
Dieter Bohlen nannte Sebastian Wurth als Leistungsstärksten der ersten Mottoshow. Fernanda Brandãos Favoritin der Show war Sarah Engels. Patrick Nuo nannte Marco Angelini als den Besten. Um 00:10 Uhr verkündete Marco Schreyl, dass Sarah Engels ausgeschieden ist. Zwei Shows später konnte sie allerdings wieder für Nina Richel nachrücken.
|  | Startnr. | Name                   | Interpret, Lied                                   | Bemerkung     | Platzierung |
|  | -------- | ---------------------- | ------------------------------------------------- | ------------- | ----------- |
|  | 01       | Marco Angelini         | Mando Diao – Dance with Somebody                  | weiter        | 7 0(8,0 %)  |
|  | 02       | Zazou Mall             | Rihanna – Don’t Stop the Music                    | weiter        | 4 (11,0 %)  |
|  | 03       | Nina Richel            | Kelly Clarkson – Breakaway                        | weiter        | 8 0(7,4 %)  |
|  | 04       | Ardian Bujupi          | Jason Derulo – In My Head                         | weiter        | 5 0(9,6 %)  |
|  | 05       | Norman Langen          | Wolfgang Petry – Wahnsinn                         | weiter        | 9 0(7,1 %)  |
|  | 06       | Sarah Engels           | Whitney Houston & Mariah Carey – When You Believe | ausgeschieden | 10 (6,7 %)  |
|  | 07       | Sebastian Wurth        | Westlife – You Raise Me Up                        | weiter        | 1 (15,8 %)  |
|  | 08       | Pietro Lombardi        | Chris Brown – With You                            | weiter        | 2 (14,3 %)  |
|  | 09       | Anna-Carina Woitschack | Whitney Houston – I Will Always Love You          | weiter        | 6 0(9,0 %)  |
|  | 10       | Marvin Cybulski        | Kenny Rogers & Sheena Easton – We’ve Got Tonight  | weiter        | 3 (11,1 %)  |

### Zweite Mottoshow
Die zweite Mottoshow fand am 5. März 2011 statt. Sie trug das Motto Après-Ski Hits. Am Anfang sangen die 9 Kandidaten The Time (Dirty Bit) von den Black Eyed Peas.
Besondere Aufmerksamkeit in der Show erlangte Nina Richel, die vor und während der Sendung mehrere Zusammenbrüche erlitt und nach der Sendung von ihren Eltern abgeholt wurde. Richel wurde am 10. März 2011 von RTL aus dem Wettbewerb genommen.
|  | Startnr. | Name                   | Interpret, Lied                                         | Bemerkung     | Platzierung |
|  | -------- | ---------------------- | ------------------------------------------------------- | ------------- | ----------- |
|  | 01       | Norman Langen          | DJ Ötzi & Nik P. – Ein Stern (… der deinen Namen trägt) | weiter        | 5 (10,3 %)  |
|  | 02       | Zazou Mall             | Lady Gaga – Born This Way                               | weiter        | 4 (10,8 %)  |
|  | 03       | Nina Richel            | Cascada – Everytime We Touch                            | weiter        | 2 (13,5 %)  |
|  | 04       | Marco Angelini         | Die jungen Zillertaler – Fliegerlied                    | weiter        | 5 (10,3 %)  |
|  | 05       | Sebastian Wurth        | Sportfreunde Stiller – Ich war noch niemals in New York | weiter        | 3 (11,8 %)  |
|  | 06       | Anna-Carina Woitschack | Gloria Gaynor – I Will Survive                          | weiter        | 7 (10,0 %)  |
|  | 07       | Marvin Cybulski        | Klaus Lage – 1000 und 1 Nacht (Zoom!)                   | ausgeschieden | 9 0(7,5 %)  |
|  | 08       | Ardian Bujupi          | Enrique Iglesias – Tonight (I’m Lovin’ You)             | weiter        | 8 0(8,6 %)  |
|  | 09       | Pietro Lombardi        | Madcon – Freaky Like Me                                 | weiter        | 1 (17,2 %)  |

### Dritte Mottoshow
Die dritte Mottoshow fand am 12. März 2011 statt. Sie trug das Motto Frühlingsgefühle. Die 8 Kandidaten sangen am Anfang der Show Turn Around (5, 4, 3, 2, 1) von Flo Rida.
Sarah Engels nahm den Platz von Nina Richel ein. Anna-Carina Woitschack schied aus.
|  | Startnr. | Name                   | Interpret, Lied                                              | Bemerkung     | Platzierung |
|  | -------- | ---------------------- | ------------------------------------------------------------ | ------------- | ----------- |
|  | 01       | Zazou Mall             | Rihanna – Umbrella                                           | weiter        | 6 0(8,8 %)  |
|  | 02       | Ardian Bujupi          | Bruno Mars – Grenade                                         | weiter        | 4 (10,4 %)  |
|  | 03       | Marco Angelini         | Robbie Williams & Gary Barlow – Shame                        | weiter        | 5 (10,5 %)  |
|  | 04       | Norman Langen          | Wolfgang Petry – Verlieben, verloren, vergessen, verzeih’n   | weiter        | 7 0(8,0 %)  |
|  | 05       | Sebastian Wurth        | Milow – You Don’t Know                                       | weiter        | 3 (12,6 %)  |
|  | 06       | Anna-Carina Woitschack | Yvonne Catterfeld – Für dich                                 | ausgeschieden | 8 0(6,8 %)  |
|  | 07       | Pietro Lombardi        | Jay Sean – Down                                              | weiter        | 2 (16,6 %)  |
|  | 08       | Sarah Engels           | Whitney Houston – I Wanna Dance with Somebody (Who Loves Me) | weiter        | 1 (26,0 %)  |

### Vierte Mottoshow
Die vierte Mottoshow fand am 19. März 2011 statt. Sie trug das Motto Partykracher. Erwähnenswert ist, dass Michael Buffer am Anfang der Sendung die Jury sowie den Moderator Marco Schreyl anmoderierte. Die Kandidaten sangen als Gruppensong Yeah 3x von Chris Brown.
Um 00:34 Uhr verkündete Schreyl, dass Norman Langen aus dem Wettbewerb ausgeschieden ist.
|  | Startnr. | Name            | Interpret, Lied                        | Bemerkung     | Platzierung |
|  | -------- | --------------- | -------------------------------------- | ------------- | ----------- |
|  | 01       | Marco Angelini  | Robbie Williams – Let Me Entertain You | weiter        | 6 (10,4 %)  |
|  | 02       | Norman Langen   | DJ Ötzi – Hey Baby                     | ausgeschieden | 7 0(9,2 %)  |
|  | 03       | Ardian Bujupi   | Ne-Yo – Beautiful Monster              | weiter        | 4 (12,7 %)  |
|  | 04       | Zazou Mall      | Katy Perry – Hot N Cold                | weiter        | 3 (16,3 %)  |
|  | 05       | Sebastian Wurth | Culcha Candela – Monsta                | weiter        | 5 (12,1 %)  |
|  | 06       | Pietro Lombardi | Doris Day – Que Sera, Sera             | weiter        | 1 (22,0 %)  |
|  | 07       | Sarah Engels    | Agnes – Release Me                     | weiter        | 2 (17,3 %)  |

### Fünfte Mottoshow
Die fünfte Mottoshow fand am 2. April 2011 statt. Jeder Kandidat trat mit zwei Liedern an. Das Motto der fünften Mottoshow lautete Deutschland gegen England. Das gemeinsame Eröffnungslied der verbliebenen sechs Kandidaten war On the Floor von Jennifer Lopez ft. Pitbull. Bemerkenswert ist, dass keiner der Kandidaten ausgeschieden ist, weil zeitweise die Telefonnummern für die Abstimmung der Kandidaten Zazou Mall und Marco Angelini vertauscht wurden und somit ein korrektes Ergebnis nicht mehr möglich war.
|  | Startnr. | Name            | 1. Interpret, Lied                 | 2. Interpret, Lied                     | Bemerkung | Platzierung |
|  | -------- | --------------- | ---------------------------------- | -------------------------------------- | --------- | ----------- |
|  | 01       | Sebastian Wurth | Hurts – Wonderful Life             | Echt – Du trägst keine Liebe in dir    | weiter    | 4 (13,8 %)  |
|  | 02       | Marco Angelini  | Oasis – Wonderwall                 | Ich + Ich – Vom selben Stern           | weiter    | 6 0(9,2 %)  |
|  | 03       | Zazou Mall      | Cheryl Cole – Fight for This Love  | Cassandra Steen ft. Adel Tawil – Stadt | weiter    | 5 (12,9 %)  |
|  | 04       | Ardian Bujupi   | Robbie Williams – Feel             | Xavier Naidoo – Dieser Weg             | weiter    | 3 (15,1 %)  |
|  | 05       | Sarah Engels    | Leona Lewis – Run                  | Silbermond – Symphonie                 | weiter    | 2 (20,6 %)  |
|  | 06       | Pietro Lombardi | The Police – Every Breath You Take | Ayman – Mein Stern                     | weiter    | 1 (28,4 %)  |

### Sechste Mottoshow
Die sechste Mottoshow fand am 9. April 2011 statt. Jeder Kandidat trat mit zwei Liedern an. Das Motto der sechsten Mottoshow lautete Europa gegen Amerika.
Das gemeinsame Eröffnungslied der sechs Kandidaten war Who’s That Chick? von Rihanna. Diese Mottoshow wurde, wie auch die Sendung zuvor, mit sechs Kandidaten bestritten. Zazou Mall schied aus.
|  | Startnr. | Name            | 1. Interpret, Lied                          | 2. Interpret, Lied                           | Bemerkung     | Platzierung |
|  | -------- | --------------- | ------------------------------------------- | -------------------------------------------- | ------------- | ----------- |
|  | 01       | Sebastian Wurth | Milow – You and Me                          | Leonard Cohen – Hallelujah                   | weiter        | 4 (14,0 %)  |
|  | 02       | Ardian Bujupi   | Madcon – Glow                               | Aloe Blacc – I Need a Dollar                 | weiter        | 3 (16,0 %)  |
|  | 03       | Zazou Mall      | Caro Emerald – A Night Like This            | Shakira – Waka Waka                          | ausgeschieden | 6 (13,6 %)  |
|  | 04       | Marco Angelini  | Falco – Der Kommissar                       | Kings of Leon – Use Somebody                 | weiter        | 5 (13,7 %)  |
|  | 05       | Sarah Engels    | Katrina and the Waves – Walking on Sunshine | Christina Aguilera – Hurt                    | weiter        | 2 (17,8 %)  |
|  | 06       | Pietro Lombardi | Hermes House Band – Don’t Worry, Be Happy   | Michael Andrews feat. Gary Jules – Mad World | weiter        | 1 (24,9 %)  |

### Siebte Mottoshow
Die siebte Mottoshow fand am 16. April 2011 statt. Das Motto lautete 80er, 90er und das Beste von heute. Jeder Kandidat trat erstmals in dieser Staffel mit drei Liedern an und sang zu jeder dieser Rubriken einen Song. Das Gruppenlied, das auch durch die Show führte, war I Gotta Feeling von den Black Eyed Peas. Sebastian Wurth schied aus.
|  | Startnr. | Name            | 1. Interpret, Lied                              | 2. Interpret, Lied                | 3. Interpret, Lied                             | Bemerkung     | Platzierung |
|  | -------- | --------------- | ----------------------------------------------- | --------------------------------- | ---------------------------------------------- | ------------- | ----------- |
|  | 01       | Sebastian Wurth | Milow – Ayo Technology                          | Nick Kamen – I Promised Myself    | Westlife – Mandy                               | ausgeschieden | 5 (15,3 %)  |
|  | 02       | Ardian Bujupi   | Backstreet Boys – We’ve Got It Going On         | Usher – More                      | Cutting Crew – (I Just) Died in Your Arms      | weiter        | 4 (16,1 %)  |
|  | 03       | Marco Angelini  | Sunrise Avenue – Hollywood Hills                | Lenny Kravitz – Fly Away          | Peter Schilling – Major Tom (völlig losgelöst) | weiter        | 3 (18,6 %)  |
|  | 04       | Sarah Engels    | Tina Turner – The Best                          | Irene Cara – What a Feeling       | Leona Lewis – Footprints in the Sand           | weiter        | 1 (26,5 %)  |
|  | 05       | Pietro Lombardi | Stevie Wonder – I Just Called to Say I Love You | Bob Dylan – Make You Feel My Love | Inner Circle – Sweat (A La La La La Long)      | weiter        | 2 (23,5 %)  |

### Achte Mottoshow
Die achte Mottoshow fand am 23. April 2011 statt. Das Motto lautete Rock, Pop und Disco Fever. Das Gruppenlied, das auch durch die Show führte, war Crying at the Discoteque von Alcazar. Marco Angelini schied aus.
|  | Startnr. | Name            | 1. Interpret, Lied                   | 2. Interpret, Lied                  | 3. Interpret, Lied                   | Bemerkung     | Platzierung |
|  | -------- | --------------- | ------------------------------------ | ----------------------------------- | ------------------------------------ | ------------- | ----------- |
|  | 01       | Marco Angelini  | Robbie Williams – Angels             | Nickelback – How You Remind Me      | Patrick Hernandez – Born to Be Alive | ausgeschieden | 4 (18,1 %)  |
|  | 02       | Ardian Bujupi   | 3 Doors Down – Here Without You      | Alexander Rybak – Fairytale         | James Brown – Sex Machine            | weiter        | 3 (23,0 %)  |
|  | 03       | Pietro Lombardi | David Lee Roth – Just a Gigolo       | Michael Jackson – You Are Not Alone | Eddy Grant – Gimme Hope Jo’anna      | weiter        | 1 (30,0 %)  |
|  | 04       | Sarah Engels    | The Pointer Sisters – I’m So Excited | Survivor – Eye of the Tiger         | Kelly Clarkson – A Moment Like This  | weiter        | 2 (28,9 %)  |

### Halbfinale
Die neunte Mottoshow fand am 30. April 2011 statt. Das Gruppenlied war When Love Takes Over von  David Guetta feat. Kelly Rowland. Ardian Bujupi schied aus.
|  | Startnr. | Name            | 1. Interpret, Lied                                        | 2. Interpret, Lied                    | 3. Interpret, Lied             | Bemerkung     | Platzierung |
|  | -------- | --------------- | --------------------------------------------------------- | ------------------------------------- | ------------------------------ | ------------- | ----------- |
|  | 01       | Ardian Bujupi   | K’naan – Wavin’ Flag                                      | Aloe Blacc – Loving You Is Killing Me | Michael Bublé – Feeling Good   | ausgeschieden | 3 (27,3 %)  |
|  | 02       | Sarah Engels    | Christina Aguilera, Pink, Lil’ Kim & Mýa – Lady Marmalade | Anastacia – One Day in Your Life      | Christina Aguilera – Beautiful | weiter        | 1 (37,3 %)  |
|  | 03       | Pietro Lombardi | Elton John – Can You Feel the Love Tonight                | Glashaus – Wenn das Liebe ist         | Lou Bega – Mambo No. 5         | weiter        | 2 (35,4 %)  |

### Finale
Das Finale fand am 7. Mai statt. Dort kam es zu einem Zusammentreffen der acht ausgeschiedenen Top-10-Kandidaten, welche als Gruppe Higher von Taio Cruz und Kylie Minogue darboten.
Das einleitende Gruppenlied der Finalisten Sarah Engels und Pietro Lombardi war The Time (Dirty Bit) von den Black Eyed Peas.
Zwischen dem zweiten und dritten Auftritt sangen die beiden Finalisten außerdem den Song We’ve Got Tonight von Jeanette Biedermann und Ronan Keating.
Pietro Lombardi ist der Sieger der achten Staffel und somit Superstar 2011.
Zum ersten Mal wurde die Aftershow-Party von Nina Moghaddam, der Moderatorin des Backstage-Magazins, moderiert.
|  | Startnr. | Name            | 1. Interpret, Lied                     | 2. Interpret, Lied         | 3. Interpret, Lied                           | Bemerkung | Platzierung |
|  | -------- | --------------- | -------------------------------------- | -------------------------- | -------------------------------------------- | --------- | ----------- |
|  | 01       | Sarah Engels    | Whitney Houston – How Will I Know      | Leona Lewis – Run          | Komposition von Dieter Bohlen – Call My Name | 2. Platz  | 2 (48,1 %)  |
|  | 02       | Pietro Lombardi | Luther Vandross – Dance with My Father | Doris Day – Que Sera, Sera | Komposition von Dieter Bohlen – Call My Name | Sieger    | 1 (51,9 %)  |

## Quoten
| Folge    | Inhalt der Folge              | Erstausstrahlung     | Zuschauerzahl ab 3 Jahren | Marktanteil ab 3 Jahren | Zuschauerzahl 14- bis 49-Jährige | Marktanteil 14- bis 49-Jährige |
| -------- | ----------------------------- | -------------------- | ------------------------- | ----------------------- | -------------------------------- | ------------------------------ |
| Folge 1  | Castings                      | Sa, 8. Januar 2011   | 7,47 Mio.                 | 22,3 %                  | 4,60 Mio.                        | 36,8 %                         |
| Folge 2  | Castings                      | Mi, 12. Januar 2011  | 6,81 Mio.                 | 19,9 %                  | 4,55 Mio.                        | 32,9 %                         |
| Folge 3  | Castings                      | Sa, 15. Januar 2011  | 6,17 Mio.                 | 18,9 %                  | 4,01 Mio.                        | 32,2 %                         |
| Folge 4  | Castings                      | Mi, 19. Januar 2011  | 6,71 Mio.                 | 19,8 %                  | 4,60 Mio.                        | 33,5 %                         |
| Folge 5  | Castings                      | Sa, 22. Januar 2011  | 7,04 Mio.                 | 21,6 %                  | 4,54 Mio.                        | 36,9 %                         |
| Folge 6  | Castings                      | Mi, 26. Januar 2011  | 6,97 Mio.                 | 18,9 %                  | 4,16 Mio.                        | 29,9 %                         |
| Folge 7  | Castings                      | Sa, 29. Januar 2011  | 6,33 Mio.                 | 19,7 %                  | 4,11 Mio.                        | 34,2 %                         |
| Folge 8  | Castings, Recall Köln         | Mi, 2. Februar 2011  | 6,73 Mio.                 | 20,0 %                  | 4,52 Mio.                        | 32,8 %                         |
| Folge 9  | Recall Köln/Malediven         | Sa, 5. Februar 2011  | 6,73 Mio.                 | 20,7 %                  | 4,29 Mio.                        | 34,5 %                         |
| Folge 10 | Recall Malediven              | Mi, 9. Februar 2011  | 6,32 Mio.                 | 18,2 %                  | 4,21 Mio.                        | 30,1 %                         |
| Folge 11 | Recall Malediven              | Sa, 12. Februar 2011 | 6,30 Mio.                 | 19,0 %                  | 4,03 Mio.                        | 31,1 %                         |
| Folge 12 | Recall Malediven              | Mi, 16. Februar 2011 | 6,48 Mio.                 | 18,9 %                  | 4,34 Mio.                        | 31,2 %                         |
| Folge 13 | Wer schafft es in die Top 10? | Sa, 19. Februar 2011 | 6,84 Mio.                 | 21,7 %                  | 4,23 Mio.                        | 34,5 %                         |
| Folge 14 | Mottoshow 1                   | Sa, 26. Februar 2011 | 6,72 Mio.                 | 21,2 %                  | 3,99 Mio.                        | 33,9 %                         |
| Folge 15 | Mottoshow 2                   | Sa, 5. März 2011     | 6,92 Mio.                 | 21,8 %                  | 4,14 Mio.                        | 34,9 %                         |
| Folge 16 | Mottoshow 3                   | Sa, 12. März 2011    | 6,97 Mio.                 | 21,5 %                  | 4,08 Mio.                        | 32,3 %                         |
| Folge 17 | Mottoshow 4                   | Sa, 19. März 2011    | 6,29 Mio.                 | 18,7 %                  | 3,69 Mio.                        | 28,3 %                         |
| Folge 18 | Mottoshow 5                   | Sa, 2. April 2011    | 5,84 Mio.                 | 20,0 %                  | 3,42 Mio.                        | 31,3 %                         |
| Folge 19 | Mottoshow 6                   | Sa, 9. April 2011    | 6,16 Mio.                 | 21,2 %                  | 3,60 Mio.                        | 33,8 %                         |
| Folge 20 | Mottoshow 7                   | Sa, 16. April 2011   | 6,05 Mio.                 | 20,5 %                  | 3,52 Mio.                        | 31,1 %                         |
| Folge 21 | Mottoshow 8                   | Sa, 23. April 2011   | 5,21 Mio.                 | 20,9 %                  | 2,91 Mio.                        | 32,1 %                         |
| Folge 22 | Mottoshow 9                   | Sa, 30. April 2011   | 5,23 Mio.                 | 17,8 %                  | 2,84 Mio.                        | 26,1 %                         |
| Folge 23 | Finale                        | Sa, 7. Mai 2011      | 6,30 Mio.                 | 23,6 %                  | 3,46 Mio.                        | 36,4 %                         |